# Њу Сејлем (округ Јорк, Пенсилванија)
Њу Сејлем (енгл. New Salem, York County) град је у америчкој савезној држави Пенсилванија.

## Демографија
По попису из 2010. године број становника је 724, што је 76 (11,7%) становника више него 2000. године.
| Група             | 2000.       | 2010.       |
| Белци             | 632 (97,5%) | 684 (94,5%) |
| Афроамериканци    | 2 (0,3%)    | 18 (2,5%)   |
| Азијати           | 12 (1,9%)   | 1 (0,1%)    |
| Хиспаноамериканци | 2 (0,3%)    | 12 (1,7%)   |
| Укупно            | 648         | 724         |